# Arenivaga rehni
Arenivaga rehni är en kackerlacksart som beskrevs av Morgan Hebard 1920. Arenivaga rehni ingår i släktet Arenivaga och familjen Polyphagidae. Inga underarter finns listade i Catalogue of Life.